# Sazlımalkoç, Uzunköprü
Sazlımalkoç là một xã thuộc huyện Uzunköprü, tỉnh Edirne, Thổ Nhĩ Kỳ. Dân số thời điểm năm 2011 là 400 người.